# Sveti Trije Kralji v Slovenskih goricah
Sveti Trije Kralji v Slovenskih goricah este o localitate din comuna Benedikt, Slovenia, cu o populație de 55 de locuitori.